# Many Happy Returns (1934)
Many Happy Returns is een Amerikaanse filmkomedie uit 1934 onder regie van Norman Z. McLeod.

## Verhaal
Horatio Allen is de filiaalhouder van een warenhuis. Zijn dochter Gracie is zijn enige erfgename. Ze wil de winkel van haar vader vervangen door een vogelreservaat. Een psycholoog suggereert om haar uit te huwelijken aan George Burns.

## Rolverdeling
| Acteur            | Personage            |
| ----------------- | -------------------- |
| Gracie Allen      | Gracie Allen         |
| George Burns      | George Burns         |
| George Barbier    | Horatio Allen        |
| Joan Marsh        | Florence Allen       |
| Ray Milland       | Ted Lambert          |
| Stanley Fields    | Joe                  |
| John Kelly        | Mike                 |
| William Demarest  | Brinker              |
| Johnny Arthur     | Davis                |
| Franklin Pangborn | Secretaris van Allen |
| Egon Brecher      | Dr. Otto von Strudel |
| Jack Mulhall      | Acteur               |
| Morgan Wallace    | Nathan Silas         |
| Kenneth Thomson   | Filmregisseur        |
| Guy Lombardo      | Guy Lombardo         |